# Marietta, Oklahoma
Marietta är administrativ huvudort i Love County i Oklahoma. Enligt en lokal legend hedrar ortnamnet postmästaren Jerry Washingtons hustru Marie Etta. Postkontoret öppnades år 1887 och orten grundades officiellt år 1898.